# Fantômette et le Magicien
Fantômette et le Magicien est le 52e et avant-dernier roman de la série humoristique Fantômette créée par Georges Chaulet.
Le roman, publié en 2009 dans la collection « Les classiques de la Rose » des éditions Hachette, comporte 153 pages.
Le récit évoque en réalité deux « magiciens » : le premier, honnête, est au centre d'une émission de télévision présentée par Œil de Lynx au sujet de Nostradamus ; le second est un bandit (Johnny Baratino) qui souhaite utiliser les « pouvoirs de prédiction », réels ou supposés, de Ficelle pour attaquer une banque. Pour cela, il se fait passer auprès de Ficelle pour un confrère magicien qui sollicite son aide.

## Personnages principaux
- Personnages récurrents
  - Françoise Dupont / Fantômette : héroïne du roman
  - Ficelle : amie de Françoise et de Boulotte
  - Boulotte : amie de Françoise et de Ficelle
  - « Œil de Lynx » : journaliste, ami de Fantômette
  - Commissaire Maigrelet : chef de la police de Framboisy

- Personnages liés au roman
  - Pascal Sonlon[1] : magicien dilettante et historien
  - Johnny Baratino : faux magicien et vrai bandit
  - Krapo : complice de Johnny Baratino
  - M. Lhénorme : directeur de la chaîne de télévision Eurotélé

## Résumé
Remarque : le résumé est basé sur l'édition à couverture souple parue en novembre 2010 en langue française (éd. Hachette, collection « Les classiques de la Rose »).

### Mise en place de l'intrigue
Chapitres 1 à 4.
Œil de Lynx est devenu présentateur d'une émission de télévision intitulée « Fantasmiracle ». Pour sa première émission consacrée à Nostradamus, il a invité Pascal Sonlon, professeur et historien, adepte de la magie et de la sorcellerie. Au cours de l'émission, le professeur évoque un élixir qui aurait été créé par Nostradamus et qui permettrait, après absorption, d'avoir des flashes permettant de connaître l’avenir.
Ceci intéresse fortement Ficelle qui regarde l'émission et qui, peu après, téléphone à Œil de Lynx pour qu'il demande à Pascal Sonlon de lui révéler la composition de cet élixir. Pascal Sonlon fait transmettre la formule de l'élixir à Ficelle. La formule est assez simple puisqu'elle consiste en une dilution de sirop de menthe avec de l’eau couplée avec une incantation (« Acabricabrac ! Course en sace ! Tête à claques ! Patatrac ! »).
Le lendemain, Ficelle prépare l'élixir et prononce l'incantation. Peu après, elle a des « visions » : Boulotte va préparer des pâtes à la tomate ; Œil de Lynx va avoir un accident qui va entraîner son hospitalisation et la destruction de sa voiture ; une catastrophe ferroviaire va avoir lieu prochainement.
Quelques heures après, on apprend une triste nouvelle : Œil de Lynx a eu un accident et vient d'être hospitalisé.

### Enquête et aventures
Chapitres 5 à 13.
Heureusement l'accident subi par Œil de Lynx n'a pas été trop grave. Ficelle est invitée par le journaliste à participer à l'émission suivante : aurait-elle acquis le don de divination après avoir absorbé l'élixir de Nostradamus ? Au cours de l'émission on évoque les trois visions de Ficelle et notamment sa troisième : une catastrophe ferroviaire. Au moment où l'émission va prendre fin, on apprend le déraillement du train de la ligne Marseille-Ajaccio.
L'un des spectateurs de cette deuxième émission est Johnny Baratino, un bandit que Fantômette a déjà croisé. Baratino se dit que, si Ficelle dispose de dons de voyance, il pourrait les utiliser pour attaquer une banque. Se faisant passer auprès de Ficelle pour un confrère magicien qui sollicite son aide, Johnny Baratino enlève Ficelle, la séquestre à l'Hôtel ds Trois Pouilleux et lui fait boire de la menthe à l'eau : aucune vision ne se produit. Pendant ce temps Fantômette a appris la disparition de Ficelle, et grâce à internet et à son usage par Ficelle, parvient à lire la conversation par courriels entre son amie et le faux magicien. Elle retrouve l'adresse où a été emmenée Ficelle.
Pendant ce temps, Johnny Baratino a rajouté de l'alcool à la menthe à l'eau et fait ingurgiter son breuvage à Ficelle. Lui demandant si elle voit une attaque de banque se produire, Ficelle a des hallucinations : elle voit Baratino sortir du Crédit des Économies volantes avec un gros sac contenant des billets, sans être poursuivi. Baratino est aux anges : la vision de Ficelle lui confirme qu'il va pouvoir commettre son attaque de la banque sans être interpellé. Tandis que Baratino et son homme de main Krapo se rendent près de la banque, Fantômette fait venir auprès d'elle Œil de Lynx et délivre Ficelle. Puis le journaliste et l'aventurière suivent les traces des deux bandits qui, après avoir dévalisé la banque, se rendent en direction de Passmoy-la-Serpillière.
À la suite d'informations obtenues auprès du commissaire Maigrelet, Fantômette en déduit que le repaire des bandits est situé à Viendon-Situloze. Fantômette et Œil de Lynx se rendent dans cette ville et retrouvent le domicile de Baratino et Krapo grâce à leur voiture voyante. À la suite d'une diversion faite par Œil de Lynx, Fantômette s'empare des billets de banque volés par les bandits. Ceux-ci sont d'ailleurs arrêtés par la police peu après.

### Dénouement et révélations finales
Chapitres 14 à 16.
Fantômette et Œil de Lynx se sont mis d'accord pour que la remise des sacs contenant le butin des bandits ait lieu lors de l'émission « Fantasmiracle ». Le grand soir arrive et tout se déroule bien, en présence des deux jeunes gens et de Pascal Sonlon, professeur et historien, adepte de la magie et de la sorcellerie, déjà croisé lors de la première émission. Ficelle est là aussi, au sujet de ses « visions ». Tout à coup les lumières s'éteignent avant de se rallumer un peu plus tard : le grand sac contenant les billets a disparu, tout comme Pascal Sonlon, qui l'a volé !
Fantômette retrouve Pascal Sonlon et récupère les billets de banque. L'homme est frustré par la vie : il promet à l'aventurière de ne plus jamais voler. Fantômette le croit et renonce à le livrer à la police.
Dans les dernières lignes du roman, on apprend que le Furet et ses deux complices Alpaga et Bulldozer viennent de s'échapper et que Fantômette est appelée par les forces de l’ordre pour les retrouver.

## Autour du roman
- Johnny Baratino avait déjà été croisé dans les romans Fantômette et la Lampe merveilleuse (1969) et Fantômette dans le piège (1972).
- Le roman ne répond pas à la question de savoir si les « pouvoirs de prédiction » de Ficelle étaient réels ou correspondaient à des hasards ou coïncidences.
- Œil de Lynx tutoie Fantômette, mais celle-ci le vouvoie.

## Mise au goût du jour de la série
- Dans l'avant-dernier roman de sa série, Georges Chaulet utilise beaucoup plus de dialogues que dans ses romans précédents.
- Fantômette, Ficelle et Boulotte utilisent des téléphones portables et internet. Ficelle tient un blog.
- Pour s'exprimer, certains personnages emploient des termes familiers qui n'étaient pas utilisés dans les romans des années 1960 à 1980 (« flics » au lieu de « policiers », « il a piqué » au lieu de « il a volé »[2], etc.).